# Pentapolitana
Pentapolitana (z gr. „pięć miast”) – związek pięciu wolnych miast królewskich węgierskich leżących obecnie we wschodniej Słowacji: Lewoczy (na Spiszu), Bardejowa, Sabinowa i Preszowa (w Szaryszu) i Koszyc (w Abowie). 
Pentapolitana powstała w latach 1440-1445, a ostatecznie ukształtowała się w 1480. Spoiwami łączącymi miasta były podobny, uprzywilejowany status, ewangelickie wyznanie stawiające je w opozycji do katolickich władz centralnych, wspólna obrona przed najazdami polskimi i husyckimi w połowie XV wieku oraz zyski ciągnięte z handlu z Polską z jednej strony, a Węgrami, Bałkanami a nawet Turcją – z drugiej strony, zwłaszcza zaś ze sprzedaży do Polski węgierskich win. 
Podobnym związkiem była Heptapolitana – związek siedmiu miast Królestwa Węgierskiego leżących obecnie w środkowej Słowacji. 
W zbliżony sposób, jako pentapolis, określano także różne inne związki pięciu miast, z których najsłynniejsze było starożytne Pentapolis na wybrzeżu Libii.